# Telekomunikacja w Polsce
Telekomunikacja w Polsce – zliberalizowany i w dużym stopniu wolny, rynek usług telekomunikacyjnych, świadczonych przez przedsiębiorstwa działające na terenie Polski. W związku ze zmianami ustrojowymi w Polsce zapoczątkowanymi w latach 90. XX wieku, rynek telekomunikacyjny przechodzi głębokie przeobrażenia odchodząc od monopolistycznej działalności Telekomunikacji Polskiej i umożliwiając dostawcom usług i infrastruktury pełną konkurencję.

## Organizacja i regulacja
Działalność telekomunikacyjną w Polsce reguluje prawo komunikacji elektronicznej (od 2004 do 2024 prawo telekomunikacyjne). Uchwalono je ustawą z dnia 12 lipca 2024. Ustawa określa m.in. zasady podejmowania, wykonywania i kontroli działalności polegającej na zapewnianiu komunikacji elektronicznej, obejmującej m.in. świadczenie publicznie dostępnych usług telekomunikacyjnych.

### Instytucje kontrolujące
Prezes Urzędu Komunikacji Elektronicznej (Prezes UKE) jest państwowym organem powołanym dla kontroli, regulacji i wspierania rozwoju telekomunikacji na terenie RP. Prezes UKE prowadzi gospodarkę w zakresie zasobów częstotliwości radiowych, zasobów orbitalnych przysługujących Polsce i zasobów numeracji oraz kontroli spełniania wymagań dotyczących kompatybilności elektromagnetycznej urządzeń telekomunikacyjnych. Do zadań UKE należy również wspieranie konkurencji w zakresie dostarczania sieci telekomunikacyjnych i rejestrowanie przedsiębiorców prowadzących działalność telekomunikacyjną. Bezpośrednią kontrolę nad działaniami Prezesa UKE sprawuje Minister Cyfryzacji.

## Telefonia

### Telefonia stacjonarna
Formalnie rynek usług i infrastruktury telefonii stacjonarnej był zmonopolizowany przez państwo do 1990 roku. Monopol państwa był realizowany przez PPTiT, podległe Ministrowi Łączności. Ustawa o łączności z 1990 r. umożliwiła świadczenie usług i budowę infrastruktury telekomunikacyjnej przez Telekomunikację Polską – powołaną wówczas spółkę akcyjną skarbu państwa oraz inne podmioty, które uzyskały zezwolenie (lub później także koncesję). Po 2000 r. umożliwiono innym operatorom korzystanie z infrastruktury telekomunikacyjnej TP na zasadach Third-party Access.
W 2010 r. usługi w zakresie telefonii stacjonarnej świadczyło 126 operatorów, którzy prowadzili usługi w ramach połączeń lokalnych, międzystrefowych i międzynarodowych. Liczba stacjonarnych łączy telefonicznych (w tym w dostępach ISDN) na koniec 2010 r. wynosiła 8,2 mln, w tym 7,7 mln w miastach. Na 100 mieszkańców przypadało 21,6 łącza. Największa liczba łączy telefonii stacjonarnej w Polsce – ok. 12 mln. – została osiągnięta w 2004 r. Gęstość telefoniczna (liczba łączy na 100 mieszkańców) wyniosła wtedy 32,7.

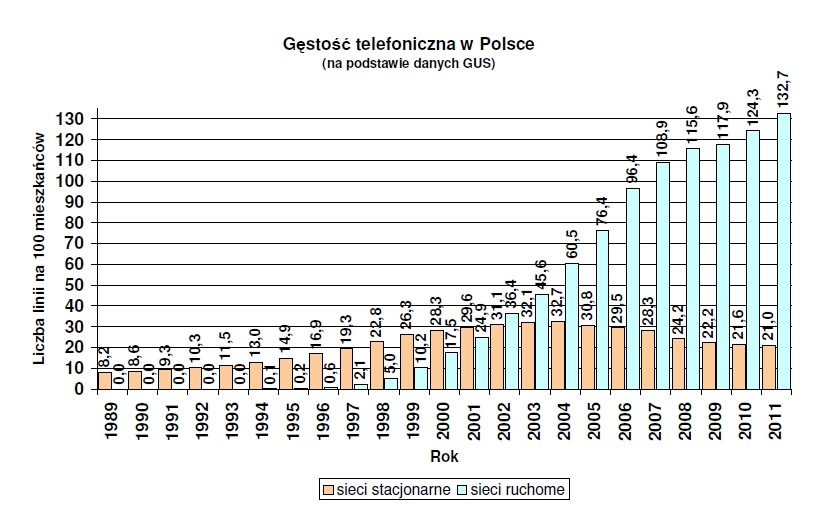
Gęstość telefoniczna w Polsce

### Telefonia komórkowa
W 1991 roku rozstrzygnięto przetarg na przydział częstotliwości dla pierwszej polskiej sieci komórkowej. Zwycięzcą było konsorcjum założone przez Telekomunikację Polską S.A., France Telecom i Ameritech (USA) i przekształcone w Polską Telefonię Komórkową Centertel. Usługi telefonii komórkowej operator uruchomił w dniu 18 czerwca 1992 roku w Warszawie. Do końca roku 1992, sieć była dostępna w 6 największych polskich aglomeracjach. Sieć PTK Centertel oparta jest na skandynawskim, analogowym systemie Nordic Mobile Telephone (NMT) 450i. Na połowę 2012 roku planowane jest całkowite zaprzestanie świadczenia usług w tej sieci, która liczy jeszcze niespełna 1 tysiąc abonentów.

#### Operatorzy strukturalni
- T-Mobile (operator: T-Mobile Polska), komercyjne uruchomienie 16 września 1996;
- Plus (operator: Polkomtel), komercyjne uruchomienie 1 października 1996;
- Orange (operator: Orange Polska), komercyjne uruchomienie 18 czerwca 1997;
- Play (operator: P4), komercyjne uruchomienie 16 marca 2007 (w trakcie budowy swojej sieci, obecnie częściowo korzysta z sieci operatorów Orange Polska i Polkomtel);
- a2mobile (operator: Premium Mobile), komercyjne uruchomienie 30 maja 2009 (obecnie częściowo korzysta z sieci operatora Polkomtel).

#### Liczba użytkowników
Według stanu na koniec 2010 r. liczba aktywnych kart SIM telefonii ruchomej wynosiła 47,5 mln (o 5,5% więcej niż 2009 r.). Na 100 mieszkańców przypadało 124,3 karty SIM (w 2009 r. – 117,9).
Według szacunków GUS, na koniec 2011 roku w polskich sieciach komórkowych działało 50,7025 mln kart SIM (roczny przyrost o ok. 3,2 mln). Penetracja (liczba kart SIM na 100 mieszkańców) wyniosła 132,67.
Liczba użytkowników telefonów komórkowych z rozbiciem na operatorów (na koniec września 2017 roku):
1. P4 [Play] – 14,90 mln (28,6%)
2. Orange Polska – 14,35 mln (27,5% rynku)
3. Polkomtel [Plus] – 11,70 mln (22,4%)
4. T-Mobile Polska – 10,30 mln (19,7%)
5. Pozostali – 0,95 mln (1,8%)

### Numeracja telefoniczna
Od 1 grudnia 2005 w Polsce istnieją 9-cyfrowe numery stacjonarne. Utworzono je poprzez dodanie numeru strefy przed dotychczasowy 7-cyfrowy numer abonenta.
Dzwonienie z telefonu komórkowego lub stacjonarnego do jakiegokolwiek innego numeru w kraju (stacjonarnego lub komórkowego) wymaga wybrania tylko 9-cyfrowego numeru telefonu abonenta, np.: 22 5109999 (w niektórych sieciach dopuszczalne jest wybranie zera przed numerem).

## Szerokopasmowy dostęp do Internetu
Na koniec 2010 r. zanotowano ok. 7,5 mln użytkowników korzystających ze stałego szerokopasmowego dostępu do Internetu, przy czym z dostępu stałego opartego na technologii xDSL korzystało ponad 2,5 mln użytkowników, a realizowanego za pośrednictwem modemu kablowego około 2 mln. Ponadto około 3,5 mln użytkowników łączyło się z Internetem poprzez modemy w sieciach ruchomych.

## Telekomunikacja światłowodowa w Polsce
Podstawową infrastrukturę sieci światłowodowych DWDM w Polsce tworzą sieci szkieletowe znajdujące się w obszarze kilku największych operatorów sieci telekomunikacyjnej TP S.A., sieci światłowodowej energetyki Exatel oraz sieci resortu kolejnictwa – TK Telekom. Wielu innych operatorów, takich jak NASK, ATM, Netia, GTS Energis korzysta z własnych łączy lub dzierżawi fragmenty największych sieci światłowodowych, doposażając je w odpowiednio nowoczesne platformy optyczne.
Najdłuższą kablową infrastrukturą światłowodową o długości ponad 82 tys. km dysponuje TP S.A., która rozbudowuje od 2001 r. szkieletową sieć transmisyjną. Drugą co do wielkości krajową siecią optyczną dysponuje konsorcjum Exatel o łącznej długości 20 tys. km.
Własną sieć światłowodową rozwijają także 22 główne, polskie ośrodki akademickie. Sieć, będąca owocem programu PIONIER, posiada obecnie długość ok. 5700 km. Operatorem sieci PIONIER jest Poznańskie Centrum Superkomputerowo-Sieciowe.
Budowę lokalnych sieci szkieletowych planuje lub rozpoczęło wiele samorządów terytorialnych na terenie całej Polski.